# スズキ・GSV-R
スズキ・GSV-R（ジーエスブイ - アール）は、スズキがロードレース世界選手権のMotoGPクラスに参戦するために開発した、4ストロークV型4気筒エンジンを持つ競技専用オートバイのシリーズである。

## 概要
2000年4月、二輪モータースポーツを統括するFIMは、2002年シーズンよりロードレース世界選手権（世界グランプリ）の最高峰クラスを、それまでの排気量上限を500ccから、4ストロークに限って排気量上限を990ccとするMotoGPクラスへ移行することを発表した。この決定を受け、500ccクラスに参戦していた日本の3メーカー、ホンダ、ヤマハ、スズキは一斉に4ストロークエンジンの新型マシンの開発をスタートした。
スズキは4ストロークエンジンを新開発するにあたってGSX-Rなどで実績のある並列4気筒ではなく、エンジンの幅を小さくできるV型4気筒を選択した。このエンジンを、それまで500ccクラスに参戦していた2ストロークのRGV-Γをベースにしたシャーシに搭載することで開発期間の短縮を図った。新型マシンはGSV-Rと命名され、テストでは2ストロークマシンのタイムを上回ったこともあり、スズキは2003年から予定していた参戦計画を前倒しして2002年開幕戦にデビューさせた。
雨となった開幕戦の日本GPではワイルドカード参戦の梁明が中盤までトップを走り、最終的にホンダのバレンティーノ・ロッシに逆転されるものの2位を獲得する活躍を見せた。しかし、それ以降の成績は振るわず、コンストラクターズランキングでホンダ、ヤマハに大きく水をあけられて3位に終わった。その後もエンジンのVアングルの変更や不等間隔爆発の採用など、シーズン毎に仕様の変更を繰り返したがMotoGPでの勝利を得ることができずに低迷が続いた。
2005年末、FIMは年々伸び続けるマシンのスピードを抑えるため、2007年からMotoGPクラスの排気量上限を800ccとすることを決定した。スズキは2006年型のマシンから排気量変更に向けた開発を行い、ニューマチックバルブスプリングなどの新技術を1年間かけて熟成させた。そして2007年にデビューした800ccの新型GSV-Rは、第5戦フランスGPで初優勝を挙げた。
2008年も表彰台に3回上るほど好調であったが、2009年以降はライダーの不調も重なり苦戦を強いられることになり、2011年には1台体制で挑んだものの結果を残せず、スズキの参戦一時休止を受けてGSV-Rの開発はストップすることになった。
後継車として、2015年より投入されたGSX-RRがある。

## 主要諸元
|                    | GSV-R XR-E0 (2002)                                                  | GSV-R XR-E1 (2003)                                                  | GSV-R XR-E2 (2004)                                                  | GSV-R XR-E3 (2005)                                                  | GSV-R XR-E4 (2006)                                                  | GSV-R XR-G0 (2007)                                                                | GSV-R XR-G1 (2008)                                                                | GSV-R XR-G2 (2009)                                                                |
| ------------------ | ------------------------------------------------------------------- | ------------------------------------------------------------------- | ------------------------------------------------------------------- | ------------------------------------------------------------------- | ------------------------------------------------------------------- | --------------------------------------------------------------------------------- | --------------------------------------------------------------------------------- | --------------------------------------------------------------------------------- |
| エンジン形式       | 4ストローク水冷V型4気筒                                             | 4ストローク水冷V型4気筒                                             | 4ストローク水冷V型4気筒                                             | 4ストローク水冷V型4気筒                                             | 4ストローク水冷V型4気筒                                             | 4ストローク水冷V型4気筒                                                           | 4ストローク水冷V型4気筒                                                           | 4ストローク水冷V型4気筒                                                           |
| 排気量             | 990cc                                                               | 990cc                                                               | 990cc                                                               | 990cc                                                               | 990cc                                                               | 800cc                                                                             | 800cc                                                                             | 800cc                                                                             |
| 最高出力           | 210馬力以上                                                         | 210馬力以上                                                         | 220馬力以上                                                         | 240馬力以上                                                         | 240馬力以上                                                         | 220馬力以上                                                                       | 225馬力以上                                                                       | 225馬力以上                                                                       |
| バルブ             | DOHC 4バルブ                                                        | DOHC 4バルブ                                                        | DOHC 4バルブ                                                        | DOHC 4バルブ                                                        | ニューマチックバルブ式 DOHC 4バルブ                                 | ニューマチックバルブ式 DOHC 4バルブ                                               | ニューマチックバルブ式 DOHC 4バルブ                                               | ニューマチックバルブ式 DOHC 4バルブ                                               |
| 燃料供給装置       | 電子制御式燃料噴射装置                                              | 電子制御式燃料噴射装置                                              | 電子制御式燃料噴射装置                                              | 電子制御式燃料噴射装置                                              | 電子制御式燃料噴射装置                                              | 電子制御式燃料噴射装置                                                            | 電子制御式燃料噴射装置                                                            | 電子制御式燃料噴射装置                                                            |
| 潤滑方式           | ウェットサンプ方式                                                  | ウェットサンプ方式                                                  | ウェットサンプ方式                                                  | ウェットサンプ方式                                                  | ウェットサンプ方式                                                  | ウェットサンプ方式                                                                | ウェットサンプ方式                                                                | ウェットサンプ方式                                                                |
| クラッチ           | 乾式多板（バックトルクリミッター装備）                              | 乾式多板（バックトルクリミッター装備）                              | 乾式多板（バックトルクリミッター装備）                              | 乾式多板（バックトルクリミッター装備）                              | 乾式多板（バックトルクリミッター装備）                              | 乾式多板（バックトルクリミッター装備）                                            | 乾式多板（バックトルクリミッター装備）                                            | 乾式多板（バックトルクリミッター装備）                                            |
| 変速機             | 常時噛合い式6段                                                     | 常時噛合い式6段                                                     | 常時噛合い式6段                                                     | 常時噛合い式6段                                                     | 常時噛合い式6段                                                     | 常時噛合い式6段                                                                   | 常時噛合い式6段                                                                   | 常時噛合い式6段                                                                   |
| 駆動方式           | チェーン駆動                                                        | チェーン駆動                                                        | チェーン駆動                                                        | チェーン駆動                                                        | チェーン駆動                                                        | チェーン駆動                                                                      | チェーン駆動                                                                      | チェーン駆動                                                                      |
| フレーム形式       | アルミ合金製ツインスパーフレーム                                    | アルミ合金製ツインスパーフレーム                                    | アルミ合金製ツインスパーフレーム                                    | アルミ合金製ツインスパーフレーム                                    | アルミ合金製ツインスパーフレーム                                    | アルミ合金製ツインスパーフレーム                                                  | アルミ合金製ツインスパーフレーム                                                  | アルミ合金製ツインスパーフレーム                                                  |
| サスペンション     | 前：倒立型テレスコピック 後：リンク式                               | 前：倒立型テレスコピック 後：リンク式                               | 前：倒立型テレスコピック 後：リンク式                               | 前：倒立型テレスコピック 後：リンク式                               | 前：倒立型テレスコピック 後：リンク式                               | 前：倒立型テレスコピック（オーリンズ製） 後：リンク式（オーリンズ製）             | 前：倒立型テレスコピック（オーリンズ製） 後：リンク式（オーリンズ製）             | 前：倒立型テレスコピック（オーリンズ製） 後：リンク式（オーリンズ製）             |
| タイヤ             | D M                                                                 | M                                                                   | B                                                                   | B                                                                   | B                                                                   | B                                                                                 | B                                                                                 | B                                                                                 |
| ホイール           | 前：16.5インチ 後：16.5インチ                                       | 前：17インチ 後：16.5インチ                                         | 前：16.5インチ 後：16.5インチ                                       | 前：16.5インチ 後：16.5インチ                                       | 前：16.5インチ 後：16.5インチ                                       | 前：16.5インチ 後：16.5インチ                                                     | 前：16.5インチ 後：16.5インチ                                                     | 前：16.5インチ 後：16.5インチ                                                     |
| ブレーキ           | 前：カーボン製ダブルディスク 後：鉄またはカーボン製シングルディスク | 前：カーボン製ダブルディスク 後：鉄またはカーボン製シングルディスク | 前：カーボン製ダブルディスク 後：鉄またはカーボン製シングルディスク | 前：カーボン製ダブルディスク 後：鉄またはカーボン製シングルディスク | 前：カーボン製ダブルディスク 後：鉄またはカーボン製シングルディスク | 前：カーボン製ダブルディスク（ブレンボ製） 後：鉄製シングルディスク（ブレンボ製） | 前：カーボン製ダブルディスク（ブレンボ製） 後：鉄製シングルディスク（ブレンボ製） | 前：カーボン製ダブルディスク（ブレンボ製） 後：鉄製シングルディスク（ブレンボ製） |
| 全長               | 2030mm                                                              | 未公表                                                              | 2060mm                                                              | 2060mm                                                              | 2060mm                                                              | 2060mm                                                                            | 2080mm                                                                            | 2080mm                                                                            |
| 全幅               | 未公表                                                              | 未公表                                                              | 660mm                                                               | 660mm                                                               | 660mm                                                               | 660mm                                                                             | 660mm                                                                             | 660mm                                                                             |
| 全高               | 1150mm                                                              | 未公表                                                              | 1150mm                                                              | 1150mm                                                              | 1150mm                                                              | 1150mm                                                                            | 1150mm                                                                            | 1150mm                                                                            |
| ホイールベース     | 1420mm                                                              | 未公表                                                              | 1450mm                                                              | 1450mm                                                              | 1450mm                                                              | 1450mm                                                                            | 1450mm                                                                            | 1450mm                                                                            |
| 乾燥重量           | 145kg                                                               | 145kg                                                               | 145kg                                                               | 148kg                                                               | 148kg                                                               | 未公表                                                                            | 未公表                                                                            | 150kg                                                                             |
| ガソリンタンク容量 | 24L                                                                 | 24L                                                                 | 24L                                                                 | 22L                                                                 | 22L                                                                 | 21L                                                                               | 21L                                                                               | 21L                                                                               |

## レース戦績
- 2002年 - コンストラクターズランキング3位。最上位は梁明の2位（第1戦日本GP）。
- 2003年 - コンストラクターズランキング5位。最上位はジョン・ホプキンスの7位（第3戦スペインGP）。
- 2004年 - コンストラクターズランキング5位。最上位はジョン・ホプキンスの6位（第11戦ポルトガルGP）。
- 2005年 - コンストラクターズランキング5位。最上位はケニー・ロバーツJr.の2位（第9戦イギリスGP）。
- 2006年 - コンストラクターズランキング4位。最上位はクリス・バーミューレンの2位（第14戦オーストラリアGP）。
- 2007年 - コンストラクターズランキング4位。第5戦フランスGPにてクリス・バーミューレンがGSV-Rの初優勝を記録。
- 2008年 - コンストラクターズランキング4位。3位表彰台を3回記録（クリス・バーミューレンが2回、ロリス・カピロッシが1回）。
- 2009年 - コンストラクターズランキング4位。5位を5回記録（ロリス・カピロッシが4回、クリス・バーミューレンが1回）。
- 2010年 - コンストラクターズランキング4位。最上位はアルバロ・バウティスタの5位（第7戦カタルーニャGP）。
- 2011年 - コンストラクターズランキング4位。最上位はアルバロ・バウティスタの5位（第6戦イギリスGP）。